# Геролд Еннісон
Геролд Еннісон (англ. Harold Annison, 27 грудня 1895 — 27 листопада 1957) — британський плавець.
Призер Олімпійських Ігор 1920 року, учасник 1924 року.